# Добаш колумбійський
Доба́ш колумбійський (Picumnus squamulatus) — вид дятлоподібних птахів родини дятлових (Picidae). Мешкає в Колумбії і Венесуелі.

## Опис
Довжина птаха становить 8-9 см. Тім'я і потилиця чорні, поцятковане білими плямками, у самців передня частина тімені також поцятковане червоними плямками. Верхня частина тіла оливково-коричнева, поцяткована лускоподібним візерунком. Махові і стернові пера коричневі, центральні стернові пера на кінці білі. Нижня частина тіла і боки поцяткована чорнувато-коричневим лускоподібним візерунком, на животі цей візерунок є менш помітним. Дзьоб чорнуватий, лапи сірувато-оливкові, очі карі.

## Підвиди
Виділяють п'ять підвидів:
- P. s. squamulatus Lafresnaye, 1854 — північно-східна і центральна Колумбія (від Арауки до Уїли і північно-східної Мети);
- P. s. roehli Zimmer, JT & Phelps, 1944 — північно-східна Колумбія і північна Венесуела;
- P. s. obsoletus Allen, JA, 1892 — північно-східна Венесуела (схід Сукре);
- P. s. lovejoyi Phelps Jr & Aveledo, 1987 — північно-західна Венесуела (північний захід Сулії);
- P. s. apurensis Phelps Jr & Aveledo, 1987 — північна і центральна Венесуела (Апуре, Гуаріко, Ансоатегі).

## Поширення і екологія
Колумбійські добаші мешкають в сухих і вологих рівнинних тропічних лісах, на узліссях, в галерейних лісах і саванах Льяносу, на полях і пасовищах. Зустрічаються поодинці або парами, на висоті до 1900 м над рівнем моря. Живляться дрібними безхребетними. Сезон розмноження у Венесуелі триває з квітня по червень.